# 吕德瑙
吕德瑙是德国巴伐利亚州的一个市镇。总面积4.01平方公里，总人口786人，其中男性388人，女性398人（2011年12月31日），人口密度196人/平方公里。